# Berliner-Kindl-Schultheiss-Brauerei

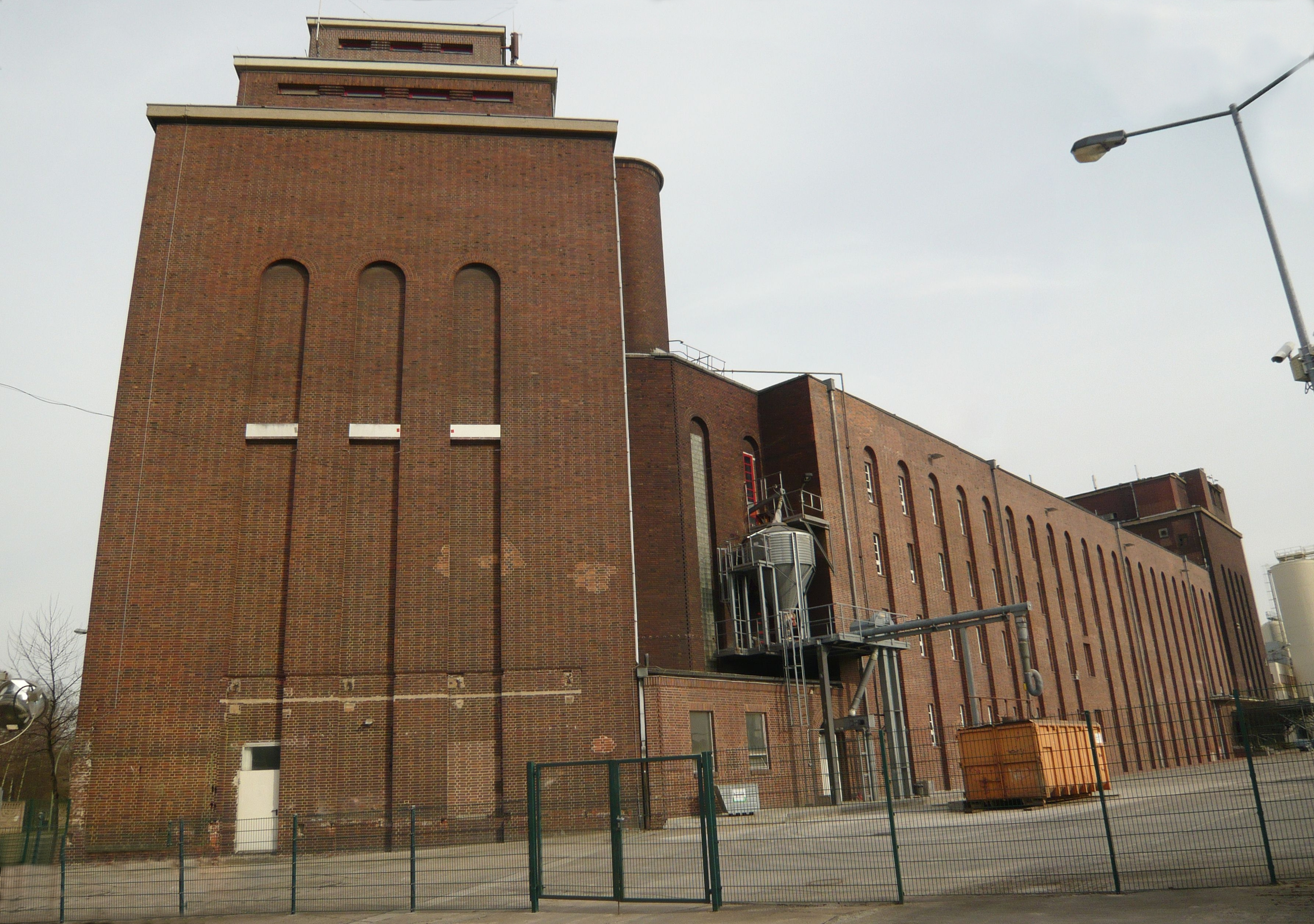
Hauptstandort Indira-Gandhi-Straße in Berlin-Alt-Hohenschönhausen, 2010

Die Berliner-Kindl-Schultheiss-Brauerei GmbH produziert in Berlin-Hohenschönhausen Biere der Marken Berliner Pilsner, Berliner Kindl, Schultheiss und Berliner Bürgerbräu. Sie gehörte bis zur deutschen Wiedervereinigung zum VEB Getränkekombinat Berlin, das 1990 aufgelöst wurde. Danach kam die Brauerei zum Unternehmen Brau & Brunnen und ist so seit 2004 Teil der Radeberger Gruppe im Oetker-Konzern. Die Jahresproduktion liegt bei 1,5 Millionen Hektolitern.

## Geschichte
Der Apotheker August Heinrich Prell († 1853) gründete 1842 in der Neuen Jakobstraße in Alt-Berlin eine Brauerei, die nach seinem Tod von Jobst Schultheiss (1802–1865) übernommen und 1864 von dem im Textil-Einzelhandel tätigen Kaufmann Adolf Roesicke (1817–1886) erworben wurde. Die Leitung der Brauerei übernahm sein Sohn Richard Roesicke (1845–1903). Dem Trend der Gründerzeit folgend wurde sie zu einer industriellen Großbrauerei ausgebaut. Um zusätzliches Kapital für die Expansion zu erlangen, wurde die Brauerei 1871 zu einer Aktiengesellschaft umgewandelt.
Die Brauerei fusionierte 1891 mit einer ihrer wichtigsten Konkurrentinnen, der Tivoli-Brauerei in der Tempelhofer Vorstadt. Die neue Gesellschaft firmierte weiterhin unter Schultheiss, die Tivoli-Produktionsanlagen wurden als Abteilung II bezeichnet. Die Familie Roesicke erwarb 1877 unabhängig vom Ausbau der Schultheiss-Brauerei zusätzlich die Waldschlösschen-Brauerei in Dessau, die 1896 als Abteilung III ebenfalls in den Schultheiss-Konzern eingegliedert wurde.

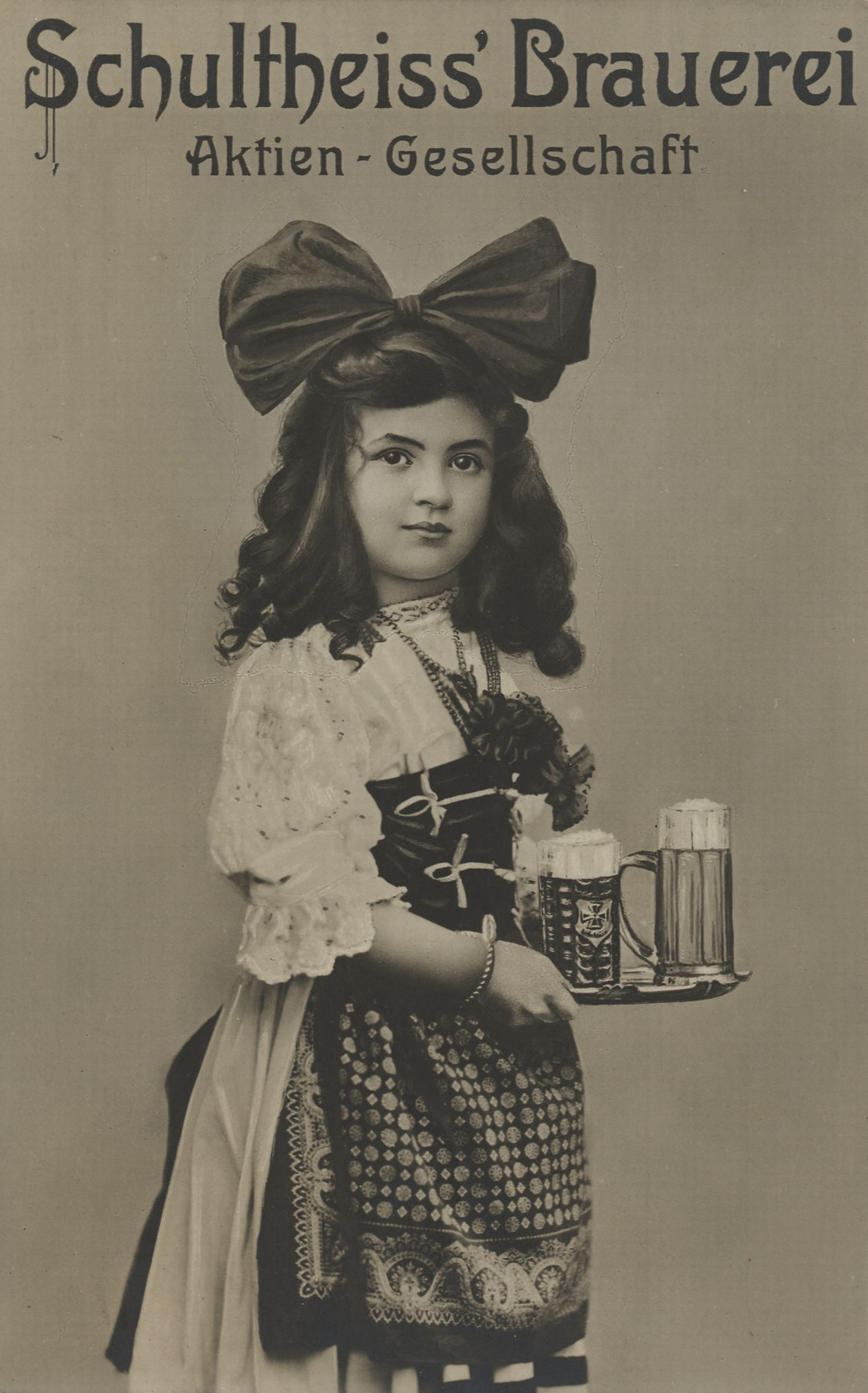
Werbepostkarte von 1910

Weitere Angliederungen waren 1898 der Erwerb der Borussia-Brauerei in Niederschöneweide als Abteilung IV, 1910 der Erwerb der Pfeifferhof-Brauerei in Breslau als Abteilung V und 1914 die Fusion mit der Berliner Unions-Brauerei in der Hasenheide als Abteilung VI, aus deren Eigentum zwei weitere Braustätten in Eberswalde und Schneidemühl zu Schultheiss gelangten.
Die Unternehmensleitung in Schöneberg ließ 1914–1917 an der Bessemerstraße die neue Malzfabrik Schöneberg errichten. Obwohl der Erste Weltkrieg wirtschaftliche Probleme mit sich brachte, wurden sowohl die neue Malzfabrik fertiggestellt als auch weitere Zukäufe getätigt, wie die Spandauer Bergbrauerei und die Brauerei Pfefferberg.

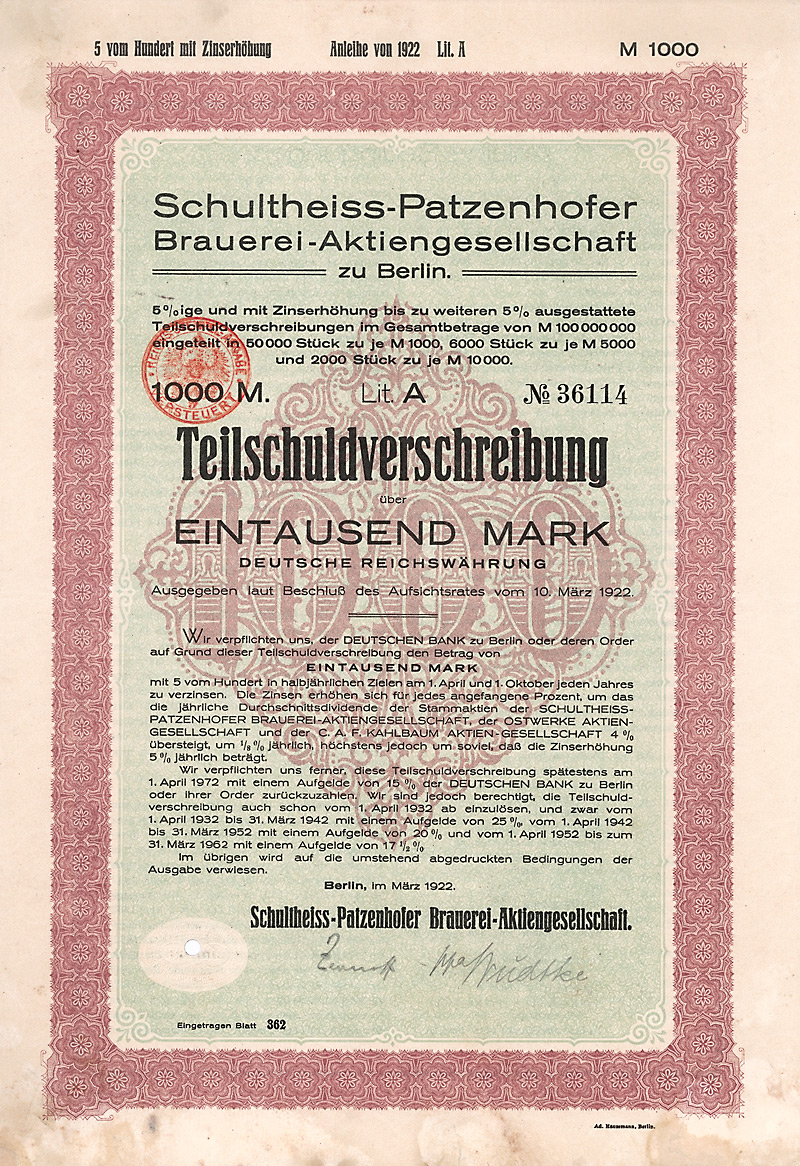
Teilschuldverschreibung über 1000 Mark der Schultheiss-Patzenhofer Brauerei AG vom März 1922

Schultheiss fusionierte 1920 schließlich mit einer weiteren großen Berliner Brauerei, der Aktien-Brauerei-Gesellschaft Friedrichshöhe vormals Patzenhofer, zur Schultheiss-Patzenhofer Brauerei AG. Generaldirektor in den späten 1920er und frühen 1930er Jahren war Walter Sobernheim, der die Brauerei weiter ausbaute. 1931 wurden er und sein Vorstandskollege Ludwig Katzenellenbogen in einen Finanzskandal verwickelt, 1933 floh er aus dem NS-Staat nach New York City. 1937 entfiel der Namensbestandteil Patzenhofer, der Firmenname lautete nun wieder Schultheiss Brauerei AG. Diese wurde im selben Jahr vom Amt „Schönheit der Arbeit“ mit all ihren Produktionsstätten zum „Nationalsozialistischen Musterbetrieb“ ernannt.
Nach 1946 gehörten nur noch sieben Braustätten in Berlin (Ost und West) und eine in Dessau zum Schultheiss-Konzern. Aufgrund des SMAD-Befehls Nr. 124 wurden die im sowjetischen Machtbereich liegenden Betriebe dem Zugriff der Schultheiss AG entzogen. Sie produzierten allerdings Bier unter dem bekannten Markennamen weiter.

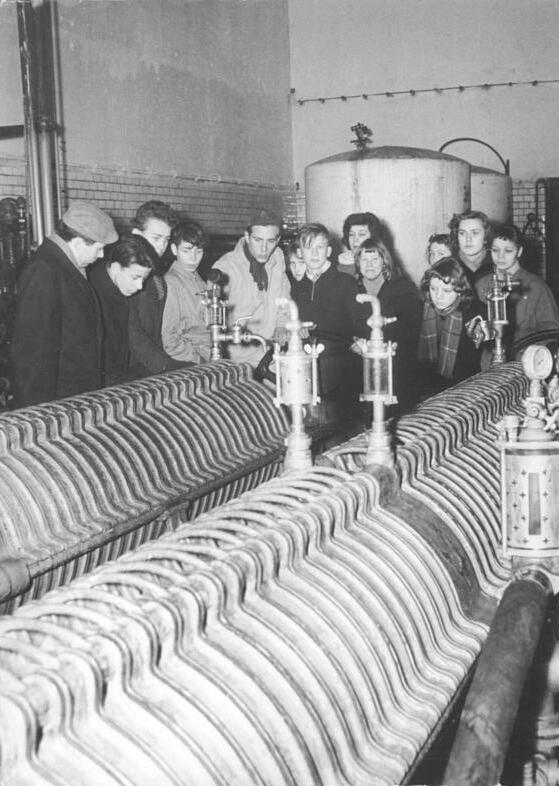
Filterraum der VEB Schultheiss-Brauerei, 1958

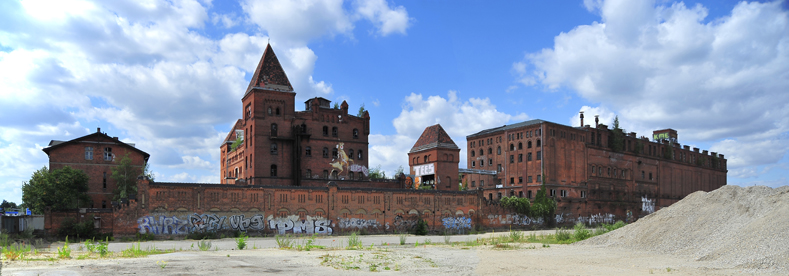
Schultheiss-Standort Berlin-Niederschöneweide (1898–1959),2013

Die ehemalige Abteilung I an der Schönhauser Allee (Ost-Berlin) produziert seit Ende der 1960er Jahre keine Biere mehr, das Bauensemble steht seit den 1970er Jahren unter Denkmalschutz. Eine in Berlin-Niederschöneweide angesiedelte Brauerei gehörte als Betriebsteil zu Schultheiss, nach 1959 wurde sie als Bärenquell-Brauerei ausgegliedert.
Die Abteilung II der Schultheiss-Brauerei befand sich von 1891 bis 1994 am Tivoli-Standort in der Methfesselstraße in Kreuzberg (West-Berlin). Die denkmalgeschützten ehemaligen Brauereigebäude sind inzwischen Teil des Viktoria-Quartiers am Südhang des Kreuzbergs. Am 1. Juli 1972 übernahm Schultheiss, in der Bundesrepublik im selben Jahr zu Brau und Brunnen zusammengeschlossen, auch die Schlegel-Brauerei in Bochum. 1983 übernahm Schultheiss die Engelhardt-Brauerei, ließ allerdings 1985 das Grundstück zwischen Danckelmannstraße 9 und Sophie-Charlotten-Straße 92–94 in Berlin-Charlottenburg aufteilen. 
Nach 1990 kam die ehemalige Abteilung III der Kindl-Brauerei im Bezirk Hohenschönhausen hinzu. Die im 19. Jahrhundert an der damaligen Lichtenberger Straße (seit 1987 Indira-Gandhi-Straße) als Brauerei Gabriel & Richter  (später: Kindl-Brauerei genannt) eröffnete Produktionsstätte mit mehreren Gebäuden ist seitdem Hauptstandort der Brauerei. Die Mälzerei mit dem 33 m hohen Siloturm wurde 1929 nach Plänen der Architekten Hans Claus und Richard Schepke als Klinker-Verblendbau hinzugefügt. In der DDR gehörte diese Brauerei zum Getränkekombinat Berlin, zusammen mit der Aktien-Brauerei-Gesellschaft Friedrichshöhe und der Berliner Bürgerbräu. Die Gebäudeteile sind denkmalgeschützt. Das Sudhaus wurde im Jahr 1895 in Betrieb genommen. Der gesamte Baukomplex, mit einem sechsgeschossigen Kopfbau, besteht aus gestaffelten Blöcken mit dem abschließenden, oben abgetreppten Siloturm. Die Mälzerei war europaweit eine der ersten pneumatisch angetriebenen Anlagen.

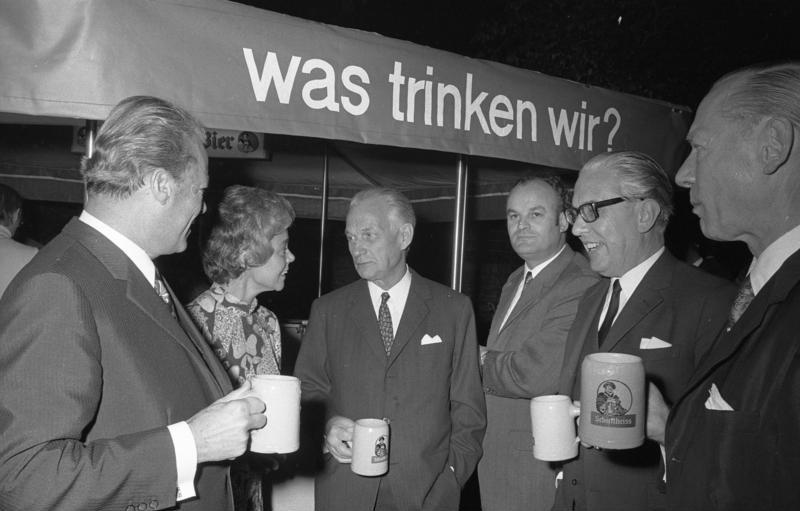
Willy Brandt, Kai-Uwe von Hassel et al. in der Landesvertretung Berlin, Bonn, 1971

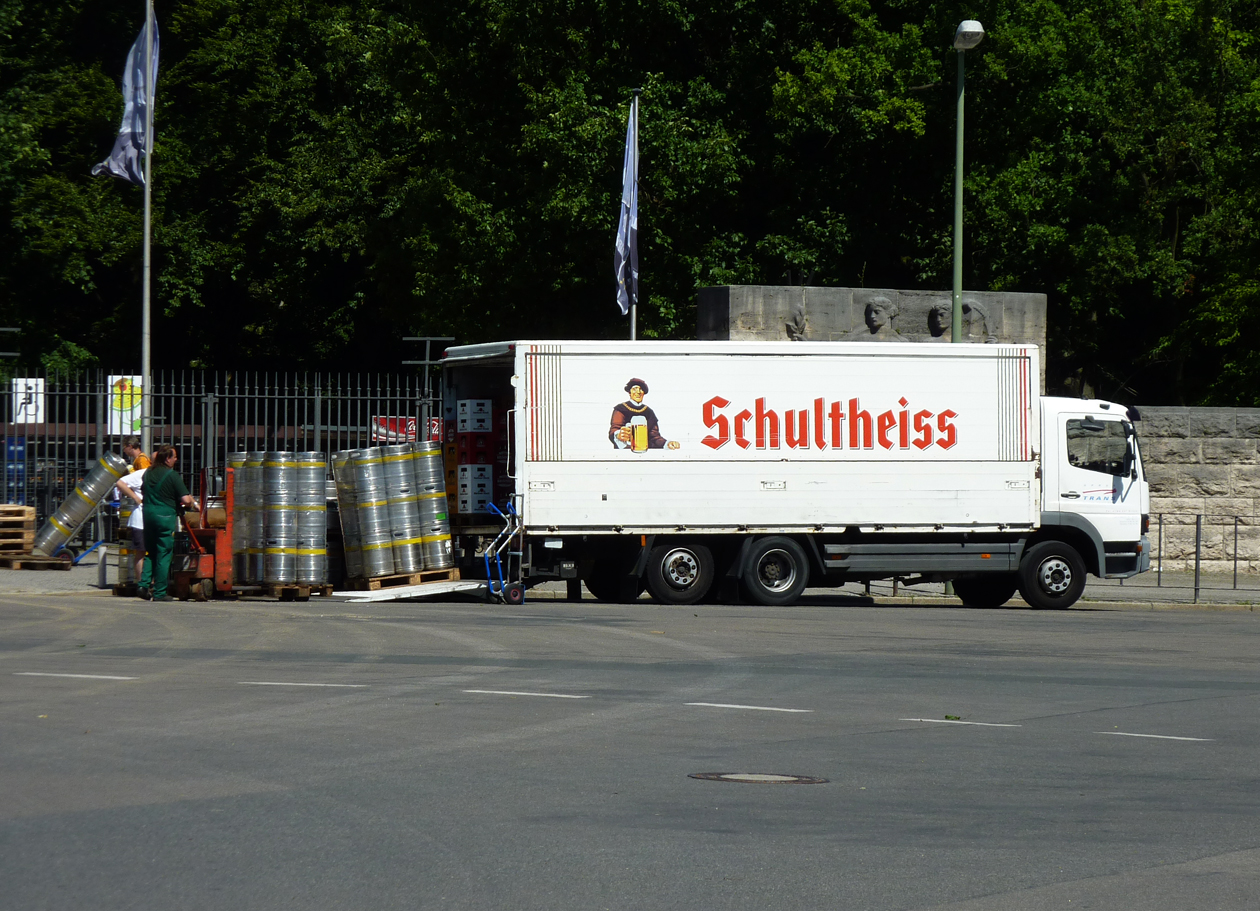
Lieferfahrzeug der Schultheiss-Brauerei, 2013

Die deutsche Wiedervereinigung führte schließlich dazu, dass zahlreiche der früheren Schultheiss-Betriebsteile wieder zusammengeschlossen wurden; die so entstandene Gesellschaft gab sich den Namen Berliner-Kindl-Schultheiss-Brauerei GmbH. Dort wird unter anderem die zum Oetker-Konzern gehörende Spirituosenmarke Wodka Gorbatschow produziert.